# Myha'la Herrold
Myha'la Joel Herrold (6 aprile 1996) è un'attrice statunitense.

## Biografia
Nata in California da madre statunitense e padre giamaicano. Ha studiato recitazione all'Università Carnegie Mellon, laureandosi nel 2018. Dopo aver recitato a teatro nel musical The Book of Mormon, nel 2019 ha fatto il suo esordio cinematografico in Premature e quello televisivo in Modern Love, mentre l'anno successivo ha ottenuto il ruolo di Harper Stern nella serie Industry.
Successivamente ha continuato a lavorare al cinema e in televisione, apparendo, tra gli altri, in Black Mirror, Dumb Money e Il mondo dietro di te con Julia Roberts, Mahershala Ali ed Ethan Hawke.

## Filmografia

### Cinema
- Premature, regia di Rashaad Ernesto Green (2019)
- Plan B, regia di Natalie Morales (2021)
- The Honeymoon - Come ti rovino il viaggio di nozze (The Honeymoon), regia di Dean Craig (2022)
- Bodies Bodies Bodies, regia di Halina Reijn (2022)
- Dumb Money, regia di Craig Gillespie (2023)
- Il mondo dietro di te (Leave the World Behind), regia di Sam Esmail (2023)

### Televisione
- Modern Love - serie TV, episodio 1x6 (2019)
- Industry - serie TV, 16 episodi (2020-2022)
- Black Mirror - serie TV, episodio 6x2 (2023)

## Doppiatrici italiane
Nelle versioni in italiano delle opere in cui ha recitato, Myha'la Herrold è stata doppiata da:
- Guendalina Ward in Bodies Bodies Bodies
- Alice Venditti in Black Mirror
- Lucrezia Marricchi in Dumb Money - Non chiamateli sprovveduti
- Luisa D'Aprile ne Il mondo dietro di te